# Meunasah Tuha (Peukan Bada)
Meunasah Tuha is een bestuurslaag in het regentschap Aceh Besar van de provincie Atjeh, Indonesië. Meunasah Tuha telt 459 inwoners (volkstelling 2010).